# Túnel del Puerto de Sídney
El Túnel del Puerto de Sídney (en inglés: Sydney Harbour Tunnel) es un túnel de dos vías en Sídney, Australia.

## Descripción
El túnel fue terminado y abierto al tráfico en agosto de 1992 para proporcionar un segundo cruce vehicular al puerto de Sydney y para aliviar la congestión en el Puente del puerto de Sídney.
El túnel une la autopista Warringah en el norte de Sídney, y la autopista de Cahill en la entrada al túnel de Domain. Cuenta con dos carriles en cada dirección, y se desarrolla en un ángulo de unos treinta grados (norte a sur) hasta el puente del puerto de Sídney, que cuenta con ocho carriles. En 2008, el túnel llevaba alrededor de 90.000 vehículos por día.